# Marcilly-en-Gault
Marcilly-en-Gault – miejscowość i gmina we Francji, w Regionie Centralnym, w departamencie Loir-et-Cher.
Według danych na rok 1990 gminę zamieszkiwały 752 osoby, a gęstość zaludnienia wynosiła 15 osób/km² (wśród 1842 gmin Centre, Marcilly-en-Gault plasuje się na 517. miejscu pod względem liczby ludności, natomiast pod względem powierzchni na miejscu 80.).